# Курц, Зельма
Зельма Курц (нем. Selma Kurz ; 15 октября 1874, Бяла, Австрийская Силезия, Австро-Венгрия — 10 мая 1933, Вена, Австрия) — австрийская оперная певица
 (колоратурное сопрано).

## Биография
Еврейского происхождения. Была крещена в католической церкви. Обучалась в монастыре. Однако монахини вскоре обнаружили красоту её голоса. В 16-летнем возрасте, благодаря финансовой поддержке князя Миклоша Эстерхази, отправилась учиться вокалу в Вене у Рисса. Позже — в Париже у Яна Решке и Матильды Маркези де Кастроне.
Дебютировала в 1895 году (Гамбург, заглавная партия в опере А. Тома «Миньон»).
В 1896 г. во Франкфурте выступала в роли Елизаветы в опере «Тангейзер» Рихарда Вагнера. В 1899 г. Густав Малер пригласил её в качестве солистки в Венскую оперу, на сцене которой она с успехом выступала до 1926 года. Малер влюбился в З. Курц, и они вступили в недолгие отношения весной 1900 года. В то время, однако, членам Придворной Оперы было запрещено вступать в брак, и поэтому Курц выбрала творческую карьеру.
В 1899 году она пела на премьере «Иоланты» П. И. Чайковского, в 1900 году — в опере-буфф «Так поступают все» Моцарта, в 1909 году в Вене — «Мадам Баттерфляй» Джакомо Пуччини.
Виртуозно и с большим мастерством исполняла ведущие колоратурные партии, ей одинаково удавались как лирические (Мими), так и драматические (Зиглинда в «Валькирии» и др.).
В 1904—1905 и 1924 годах пела на сцене лондонского Королевского театра «Ковент-Гарден», где её партнером в «Риголетто» Верди (партия Джильды) был Э. Карузо.
В 1916 пела с блеском партию Зербинетты на венской премьере новой редакции оперы Р. Штрауса «Ариадна на Наксосе».
Гастролировала в странах Америки. В 1921 году пела в Нью-Йорке. В 1922 г. исполнила партию Констанцы в «Похищении из сераля» Моцарта на Зальцбургском фестивале.
Вышла замуж за известного венского врача-гинеколога Йозефа фон Хальбана, в браке с которым родила дочь певицу Дези фон Хальбан (1912—1996) и сына Георга (1915—1998).
Умерла от онкологического заболевания. Похоронена в Почётной могиле на Центральном кладбище Вены.

## Награды и отличия
- Присвоено почётное звание Каммерзенгер (1903)
- Почётный член Венской государственной оперы (1929)